# Schopska-Salat

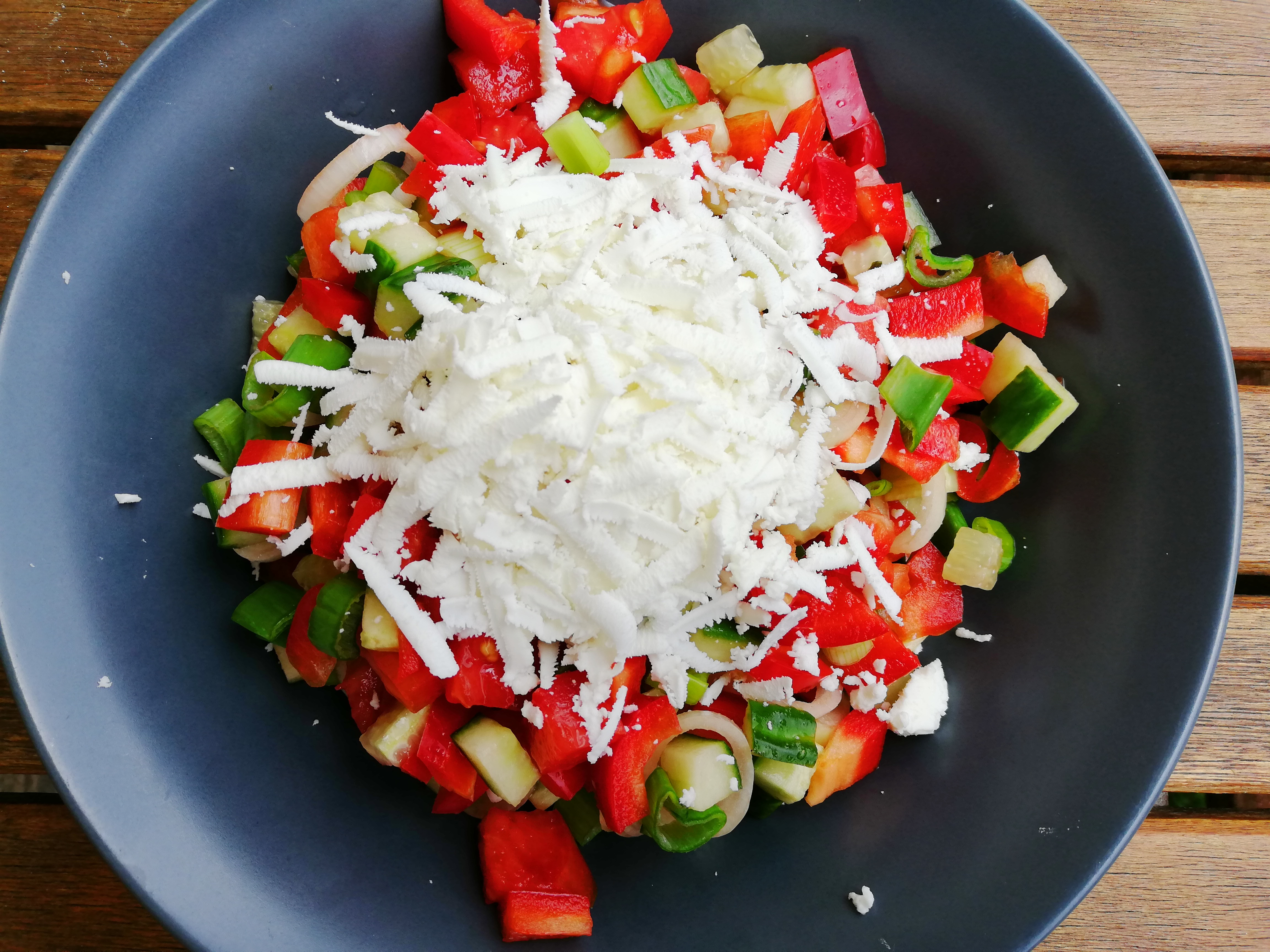
Schopska-Salat

Schopska-Salat (bulgarisch шопска салата/schopska salata, serbisch-kyrillisch шопска салата/šopska salata) ist ein traditioneller Salat der Balkanküche, der seinen Ursprung in der bulgarischen Küche hat. Der Schopska-Salat wurde unter diesem Namen zum ersten Mal 1956 im Restaurant »Tschernomorez« (bulgarisch Черноморец) im Badeort Druschba, heute Sweti Konstantin am Schwarzen Meer serviert. Das Rezept wurde ursprünglich im 20. Jahrhundert von bulgarischen  Köchen aus der Region Shopluk verbreitet und ähnelt dem bekannten serbischen Salat, worin zusätzlich scharfe Paprikas verwendet werden. Ähnliche Zubereitungen waren allerdings schon lange zuvor in Bulgarien, Griechenland, Nordmazedonien und Serbien als Bauernsalat bekannt, jedoch erst in Verbindung mit der Verbreitung der Tomate in der Region ab den 1930er Jahren stehen. Der Schopska-Salat ist Teil der bulgarischen, mazedonischen und serbischen Küche und ebenfalls in südosteuropäischen Ländern wie Kroatien oder Bosnien weit verbreitet. Der Schopska-Salat ist die Variante eines gemischten Salates auf der Basis von frischem Gemüse, wie er auch in anderen Staaten des Balkans verbreitet ist, so z. B. als Dorfsalat (Choriatiki) in Griechenland, als Hirtensalat (Çoban salatası) in der Türkei sowie in anderen Schwarzmeeranrainern wie Georgien und Russland.
Der Name stammt aus der Region Schopluk (Šopluk), die sich heute im Grenzgebiet zwischen Serbien, Bulgarien und Nordmazedonien befindet (Sofia ist die größte Stadt der Region), woraus dann das Adjektiv schopska (šopska) für den Salat abgeleitet wurde. Der Begriff bezieht sich auf die Bewohner der Region, unabhängig ihrer ethnischen Zugehörigkeit. Der Schopska-Salat wird aus Tomaten, Gurken, rohem oder gebratenem Paprika, Zwiebeln, Petersilie, Salz, Zitronensaft oder Essig, Öl und Bjalo Salamureno Sirene oder einem anderen Salzlakenkäse zubereitet. Bulgaren, Mazedonier und Serben essen den Salat meist als Mezze, Vorspeise oder Imbiss.